# 반사 원리
반사 원리(영어: reflection principle)는 복소수의 켤레성에 관련된 해석학의 정리 중 하나이다. 헤르만 아만두스 슈바르츠가 제출하였으므로 슈바르츠의 반사 원리라고도 한다. 다음과 같이 공식화될 수 있다:
- 복소평면상에서 D가 x축의 선분을 포함하는 x축에 대칭인 영역이고 f가 D에서의 정칙함수라 하자. 이때 D 안의 임의의 점 z에 대해 {\displaystyle {\overline {f(z)}}=f({\overline {z}})}일 필요충분조건은 (x,0)∈D에 대해 f(x,0)가 실수인 것이다.

## 증명
(→) {\displaystyle f(z)=u(x,y)+iv(x,y)}라 놓으면, 만약 {\displaystyle {\overline {f(z)}}=f({\overline {z}})}이라면
{\displaystyle u(x,y)-iv(x,y)=u(x,-y)+iv(x,-y)}
가 성립한다. 이제 {\displaystyle y=0}을 대입하고 양 변에서 {\displaystyle u(x,0)}을 소거하면 {\displaystyle v(x,0)=0}을 얻는다.
(←) D에서 {\displaystyle f(x,0)}이 실수라 가정하자. 이때 {\displaystyle f(z)={\overline {f({\overline {z}})}}}인 것을 보이면 된다. 먼저 우변의 함수가 코시-리만 방정식을 만족하는 것은 간단한 대수적 전개로 알 수 있다. 그러므로 우변의 함수는 정칙이다. 또한 D 중 실수축 부분에서 좌변과 우변이 일치하는 것 역시 위에서와 유사한 논리로 간단하게 증명할 수 있다.
이제 {\displaystyle f(z)-{\overline {f({\overline {z}})}}=g(z)}라 놓자. 그러면 D에서 {\displaystyle g(x,0)=0}이다. 그런데 항등 정리에 의하면, 어떤 해석함수 f가 영역 D에서 {\displaystyle \{z\in D:f(z)=0\}}의 극점을 가지면 D에서 {\displaystyle f=0}이어야 한다. 따라서, 증명이 끝난다.

## 같이 보기
- 영상법

## 참고 문헌
- 고석구, 『복소해석학개론(2판)』, 경문사, 2005